# Kowalki (rejon solecznicki)
Kowalki (lit. Kalveliai) − wieś na Litwie, zamieszkana przez 41 ludzi, w gminie rejonowej Soleczniki, 5 km na północny wschód od Gierwiszkek.